# 危宿增三
危宿增三（飛馬座7），又名BD+05 4850，HD 206487、SAO 127002、HR 8289，是飛馬座的一颗恒星，视星等为5.3，位于銀經61.36，銀緯-33.75，其B1900.0坐标为赤經21h 37m 15.3s，赤緯+5° -33.75′ 28″。